# ماكس وايس
ماكس وايس (بالألمانية: Max Weiß)‏ هو لاعب شطرنج نمساوي ومجري، ولد في 21 يوليو 1857 في سيريد في سلوفاكيا، وتوفي في 14 مارس 1927 في فيينا في النمسا.

## وصلات خارجية
- ماكس وايس على موقع مباريات الشطرنج (الإنجليزية)
- ماكس وايس على موقع 365Chess.com (الإنجليزية)
- ماكس وايس على موقع Chesstempo.com (الإنجليزية)